# Clement Calhoun Young
Clement Calhoun Young, detto C. C. (Lisbon, 28 aprile 1869 – Berkeley, 24 dicembre 1947), è stato un politico statunitense.
È stato il governatore della California dal gennaio 1927 al gennaio 1931. Rappresentante inizialmente del Partito Progressista e poi del Partito Repubblicano, è stato inoltre vice-governatore della California dal gennaio 1919 al gennaio 1927 con William Stephens e Friend Richardson alla guida dello Stato.